# شعتا
شعتا قرية من قرى ينبع النخل في محافظة ينبع والتابعة لمنطقة المدينة المنورة في السعودية، تبعد عن المدينة المنورة () كم، وعن ينبع النخل () كم.